# Página web

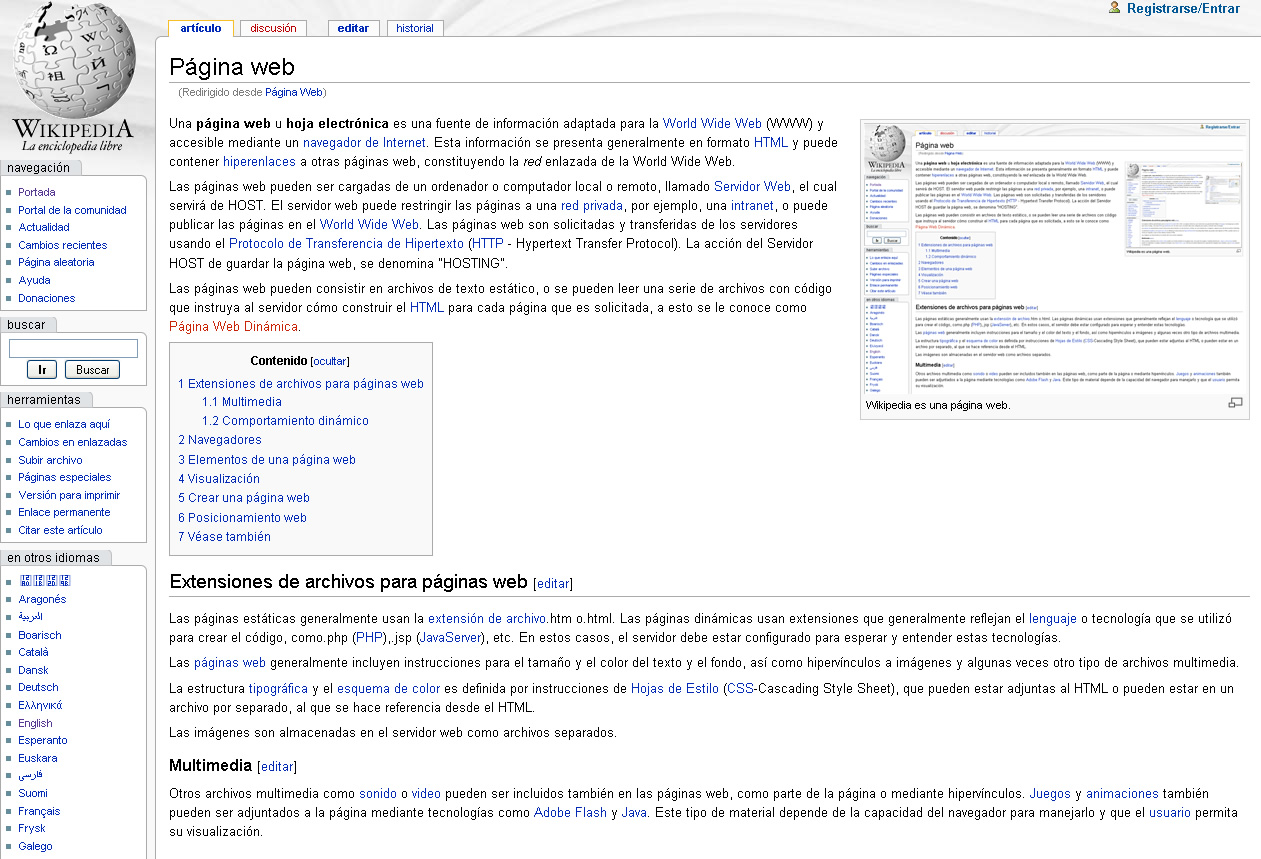
Una captura de pantalla de una página web de la Wikipedia en español que describe una «página web».

Una página web es un documento de la World Wide Web «con dirección propia». Las páginas web son entregadas por un servidor web al usuario y mostradas en un navegador web para que actúe como «unidad de recuperación» de la información almacenada en su interior. Un sitio web está formado por muchas páginas enlazadas bajo un nombre de dominio común. El nombre «página web» es una metáfora de las páginas de papel encuadernadas en un libro.

## Elementos
Una página web es un documento estructurado. El elemento central de una página web es un archivo de texto escrito en el Lenguaje de Marcado de Hipertexto (HTML) que especifica el contenido de la página web (incluidos los enlaces llamados hipervínculos) a otros recursos web, principalmente otras páginas web, y a diferentes secciones de la misma página web. Los contenidos multimedia de la web, como imágenes, videos y otras páginas web, pueden incrustarse directamente en una página web para formar un documento compuesto.
Un documento HTML puede incluir archivos independientes llamados hojas de estilo en cascada (CSS) (que también son archivos de texto) que especifican la presentación del contenido en una página web. Se trata, en principio, de una alternativa a incluir esa información directamente en el código HTML.
El documento también puede incluir programas JavaScript o WebAssembly, que son ejecutados por el navegador web para añadir un comportamiento dinámico a la página web: por ejemplo, un formulario que acepta entradas del usuario. Las páginas web con comportamiento dinámico pueden funcionar como software de aplicación, lo que se conoce como aplicaciones web.

## Navegación
Cada página web se identifica mediante un localizador uniforme de recursos (URL) distinto. Cuando el usuario introduce la URL de una página web en su navegador, éste descarga un archivo HTML de un servidor web y transforma todos sus elementos en una representación visual interactiva en el dispositivo del usuario.
Si el usuario hace clic en un hiperenlace, el navegador repite este proceso para cargar la página a la que apunta el hiperenlace, que puede formar parte del sitio web actual o de otro diferente. El navegador tiene características de interfaz de usuario que indican qué página se muestra.

## Tipos de páginas web
En el mundo digital, existen múltiples tipos de páginas web, cada una con diseños y funcionalidades adaptadas a objetivos específicos
Entre las más destacadas se encuentran:
1. Páginas corporativas: Son la carta de presentación digital de empresas e instituciones, albergando información sobre su identidad, misión, productos o servicios, datos de contacto y, a menudo, plataformas de comercio electrónico.
2. Blogs: Espacios dinámicos de publicación periódica, ideales para compartir contenido especializado, generar comunidades y establecer estrategias de posicionamiento SEO.
3. Tiendas en línea o e-commerce: Diseñadas para la compra y venta de productos o servicios a través de Internet, integrando sistemas de pago, gestión de inventario y logística.
4. Portales: Actúan como puntos de acceso centralizados a múltiples recursos y servicios web, como noticias, correo electrónico, foros, buscadores y redes sociales.
5. Landing pages: Páginas de aterrizaje con un objetivo claro y directo, enfocadas en la conversión de visitantes en leads o clientes, a través de formularios de registro, descarga de contenido o promoción de productos específicos.

## Despliegue
Desde la perspectiva del despliegue de sitios web en el servidor, existen dos tipos de páginas web: estáticas y dinámicas. Las páginas estáticas se recuperan del sistema de archivos del servidor web sin ninguna modificación, mientras que las dinámicas deben ser creadas por el servidor sobre la marcha, normalmente leyendo de una base de datos para rellenar una plantilla, antes de ser enviadas al navegador del usuario.
Es habitual que las páginas web sean creadas por «empresas, [otras] organizaciones y particulares» que buscan explicar lo que hacen a los internautas y ofrecer diversos servicios.